# Vladimir Aleksandrovitch Kostitzine
Vladimir Alexandrovitch Kostitzin (1883-1963) est un biomathématicien d'origine russe.

## Biographie
Après avoir suivi des études de mathématiques fondamentales en France, il retourne en Russie et se tourne vers l’astronomie, l’astrophysique et la cosmologie. Sympathisant actif du régime soviétique, il devient en 1927 directeur de l’Institut de physique du globe de Moscou.
En 1928, il émigre définitivement en France.
Il s’intéresse surtout à des questions biologiques et devient l'un des pionniers de la biologie mathématique. Avec l'italien Vito Volterra, dont il devient un correspondant assidu, Kostitzin fait appel à des représentations analytiques où l’aléatoire n’entre pas en considération.  Kostitzin fut également en relation avec certains biologistes évolutionnistes comme Georges Teissier, membre de la station biologique de Roscoff, où son épouse Julia avait travaillé. Ces contacts personnels et professionnels le conduisirent au CNRS dès sa mise en place en 1937 et à la publication la même année d’un ouvrage entièrement consacré à la « biologie mathématique ».
Il est le créateur d'un modèle bio-génétique très réputé dans la recherche en écologie, qui porte son nom.
Il a été le rédacteur du scénario du film réalisé par Jean Painlevé pour l'exposition universelle de 1937 « Images mathématiques de la lutte pour la vie ».
Il a participé à l'action de la résistance avec sa femme Julia en cachant Marcel Prenant, un des chefs des FTP, dont il était l'ami.